# آريس علي
آريس بونيفاسيو علي وهو سياسي موزمبيقي من مواليد 6 كانون الأول - ديسمبر من سنة 1955 وشغل منصب رئيس وزراء جمهورية موزمبيق من كانون الثاني من عام 2010 حتى 2012. شغل علي منصب حاكم مقاطعة إنهامباني ما بين عامي 2000 إلى عام 2004 وشغل كذلك منصب وزير التربية والتعليم ما بين عامي 2005 إلى عام 2010.